# Awaryjne lądowanie lotu Ural Airlines 178
Awaryjne lądowanie lotu Ural Airlines 178 – awaryjne lądowanie samolotu Airbus A321-211, należącego do rosyjskich linii lotniczych Ural Airlines. Miało miejsce 15 sierpnia 2019 roku na polu kukurydzy niedaleko portu lotniczego w Żukowskim po tym, jak lecący z tego lotniska do Symferopola samolot krótko po starcie doznał uszkodzenia obu silników wskutek uderzenia stada ptaków. Zdarzenie to przeżyły wszystkie 233 osoby, jakie znajdowały się na pokładzie samolotu. Kilkadziesiąt z nich wymagało później opieki medycznej, lecz hospitalizacji poddano tylko jedną osobę.

## Samolot
Lot Ural Airlines 178 był wykonywany przez samolot Airbus A321-211. Pojazd ten powstał w 2003 roku pod numerem seryjnym 2117 w zakładach Airbusa w Hamburgu dla brytyjskich linii lotniczych MyTravel Airways (został przez nie zarejestrowany jako G-OMYA), w barwach których 16 grudnia 2003 roku odbył swój pierwszy lot. Następnie w marcu 2004 roku samolot trafił do północnocypryjskich linii Cyprus Turkish Airlines (jako TC-KTD), w których latał do lipca 2010 roku, kiedy to znalazł się w posiadaniu tureckich linii Atlasjet (jako TC-ETR). W styczniu 2011 roku pojazd nabyły amerykańskie komercyjne linie Aviation Capital Group, które zarejestrowały go jako N117CG. Po kilku miesiącach samolot trafił do Rosji: w maju znalazł się w posiadaniu linii Solaris Airlines (jako EI-ERU), zaś w listopadzie kupiły go linie Ural Airlines dokonując rejestracji na Bermudach jako VQ-BOZ.

### Lot
Lot o numerze U6178 rozpoczął się 15 sierpnia 2019 roku około godziny 6:10 MSK (3:10 UTC) z pasa nr 12 portu lotniczego w Żukowskim niedaleko Moskwy. Miejscem docelowym był port lotniczy w Symferopolu na Półwyspie Krymskim, de iure należącym do Ukrainy, zaś de facto od 2014 roku stanowiącym część Rosji. Na pokładzie samolotu znajdowały się 233 osoby.

### Załoga
Załoga samolotu wykonującego lot U6178 liczyła 7 członków.
Głównym pilotem i dowódcą samolotu był Damir Jusupow. Jusupow urodził się 13 września 1977 roku w Igarce. Jest z pochodzenia Tatarem. Jego ojciec był pilotem śmigłowca. W 1996 roku ukończył studia na politechnice w Syzraniu, po czym rozpoczął służbę w Siłach Zbrojnych Federacji Rosyjskiej. W 2005 roku uzyskał tytuł prawnika i do 32 roku życia pracował w tym zawodzie w Syzraniu. Następnie wstąpił do Bugurusłańskiej Uczelni Lotniczej Lotnictwa Cywilnego im. P. F. Jeromasowa (filii Petersburskiego Uniwersytetu Państwowego Lotnictwa Cywilnego), którą ukończył z wyróżnieniem w 2013 roku. Po studiach rozpoczął pracę w liniach Ural Airlines. W 2018 roku ukończył zaoczne studia na kierunku nawigacja powietrzna w Uljanowskim Instytucie Lotnictwa Cywilnego, a także został dowódcą samolotu. W momencie wykonywania lotu U6178 miał wylatanych ponad 3000 godzin. Jest żonaty z Natalią Jusupową, ma czworo dzieci.
Drugim pilotem był Gieorgij Murzin. Murzin urodził się 3 czerwca 1996 roku w Jekaterynburgu. W 2017 roku ukończył Petersburski Uniwersytet Państwowy Lotnictwa Cywilnego, zaś rok później został zatrudniony przez linie Ural Airlines. W momencie wykonywania lotu U6178 miał wylatanych ponad 600 godzin.
Resztę załogi stanowiły stewardesy: Jana Jagodina, Alija Sliakajewa i Nadieżda Wierszinina oraz stewardzi: Dmitrij Iwlickij i Dmitrij Gonczarenko.

## Lądowanie
Na drodze wznoszącego się po starcie samolotu znalazło się stado ptaków (według późniejszych relacji były to mewy). Ptaki dostały się do obu silników pojazdu (CFM56) powodując ich uszkodzenie - dodatkowo prawy silnik uległ zapaleniu. Natychmiast po zdarzeniu piloci skontaktowali się z wieżą kontroli lotów, raportując o sytuacji i prosząc o przygotowanie lotniska na ewentualny powrót samolotu. Ostatecznie piloci podjęli decyzję o awaryjnym lądowaniu na polu kukurydzy położonym w rejonie ramieńskim obwodu moskiewskiego, około 5,3 km na południowy wschód od końca pasa startowego lotniska w Żukowskim. Manewr ten odbył się ze schowanym podwoziem, zaś oba silniki zostały wyłączone tuż przed przyziemieniem. 
Lądowanie przeżyli wszyscy znajdujący się na pokładzie samolotu (233 osoby). Po lądowaniu ewakuacja ze statku przebiegła za pomocą nadmuchiwanych zjeżdżalni. Zgodnie z danymi Ministerstwa Federacji Rosyjskiej do spraw Obrony Cywilnej, Sytuacji Nadzwyczajnych i Usuwania Skutków Klęsk Żywiołowych o pomoc medyczną poprosiły 74 osoby, z których 29 (w tym 10 dzieci) zostało przewiezionych do szpitala. Ostatecznie hospitalizacji poddano tylko jedną pasażerkę, która doznała lekkiego urazu kręgosłupa. Niedługo później agencja prasowa Interfax podała zaktualizowane dane, według których 55 osób, w tym 17 dzieci zwróciło się o pomoc medyczną. Pasażerowie nie wymagający opieki medycznej zostali odwiezieni na lotnisko w Żukowskim ośmioma autobusami.
Samolot w wyniku lądowania uległ poważnemu uszkodzeniu, które uniemożliwia jego naprawę i ponowną eksploatację. Po lądowaniu z jego prawego silnika wydobywał się dym, aczkolwiek nie było już pożaru, nie doszło także do wycieku paliwa. Zdaniem niektórych ekspertów, pomyślny przebieg lądowania był możliwy dzięki korzystnemu ukształtowaniu terenu wokół portu lotniczego w Żukowskim. Porośnięta kukurydzą ziemia zamortyzowała uderzenie samolotu i zapobiegła wybuchowi pożaru.

## Problem obecności ptaków w pobliżu lotniska
Nadmierne występowanie ptaków w pobliżu portu lotniczego w Żukowskim jest związane z nielegalnymi składowiskami odpadów. Zastosowane dotychczas środki kontroli populacji ptaków okazały się niewystarczające. W 2012 roku do sądu miejskiego w Żukowskim trafił pozew przeciwko firmie OOO Ekoserwis, która zorganizowała punkt sortowania odpadów niedaleko lotniska. Sąd w swej decyzji stwierdził, że „obiekty do sortowania odpadów z gospodarstw domowych przyciągają dużą ilość ptaków ze względu na zawartość resztek żywności w odpadach, a ponieważ działka znajduje się w odległości 2 km od pasa startowego lotniska może dochodzić do kolizji ptaków z samolotami, co z kolei stanowi zagrożenie dla życia i zdrowia ludzi”, ale ostatecznie odmówił „zakazania pozwanemu sortowania odpadów z gospodarstw domowych na działce... i wykorzystywania jej terenu do składowania tych odpadów”. W lipcu 2017 roku Komitet Śledczy przy Prokuraturze Federacji Rosyjskiej wszczął postępowanie karne w sprawie nieuprawnionego składowiska odpadów o powierzchni ponad 100 000 m² w okolicy jeziora Głuszica, 2 km od pasa startowego lotniska w Żukowskim.

Po zdarzeniu z 15 sierpnia 2019 roku kontrolerzy ruchu lotniczego z lotniska w Żukowskim w wypowiedzi dla jednego z rosyjskich mediów zapewnili, że są świadomi problemu z ptakami: 

My z pewnością ostrzegamy każdą załogę przed odlotem. Ptaki przylatują by wygrzewać się na pasie startowym - w pobliżu jest rzeka i składowisko. One na ogół są tutaj stale.

Z kolei pracownicy lotniska przyznali, że systemy odstraszające nie są w stanie sobie poradzić z dużą liczbą ptaków żyjących na wielkim składowisku nieopodal.

## Śledztwo
Wkrótce po zdarzeniu Międzypaństwowy Komitet Lotniczy wszczął dochodzenie. 18 sierpnia 2019 roku członkowie komitetu poinformowali, że wszystkie dane lotu i nagrania głosów pilotów w kokpicie zostały pozyskane z rejestratora, a także że rozpoczęło się ich rozszyfrowywanie i analiza. Do dochodzenia dołączyli śledczy z rosyjskiej Federalnej Agencji Transportu Lotniczego oraz francuskiego Biura Dochodzeń i Analiz Bezpieczeństwa Lotnictwa Cywilnego, z kolei brytyjski Oddział Dochodzeń w sprawie Wypadków Lotniczych wyznaczył akredytowanego przedstawiciela reprezentującego interesy terytorium rejestracji samolotu - Bermudów.

## Reakcje
Wyczyn pilotów lotu U6178 spotkał się z pochwałami, podziwem i uznaniem zarówno ze strony ekspertów lotniczych, jak i przedstawicieli władz rosyjskich.
16 sierpnia 2019 roku prezydent Rosji Władimir Putin podpisał dekret o przyznaniu pilotom tytułu honorowego Bohatera Federacji Rosyjskiej i odznaczeniu pozostałych członków załogi Orderem Męstwa.